# Kasseedorfer Teiche und Umgebung

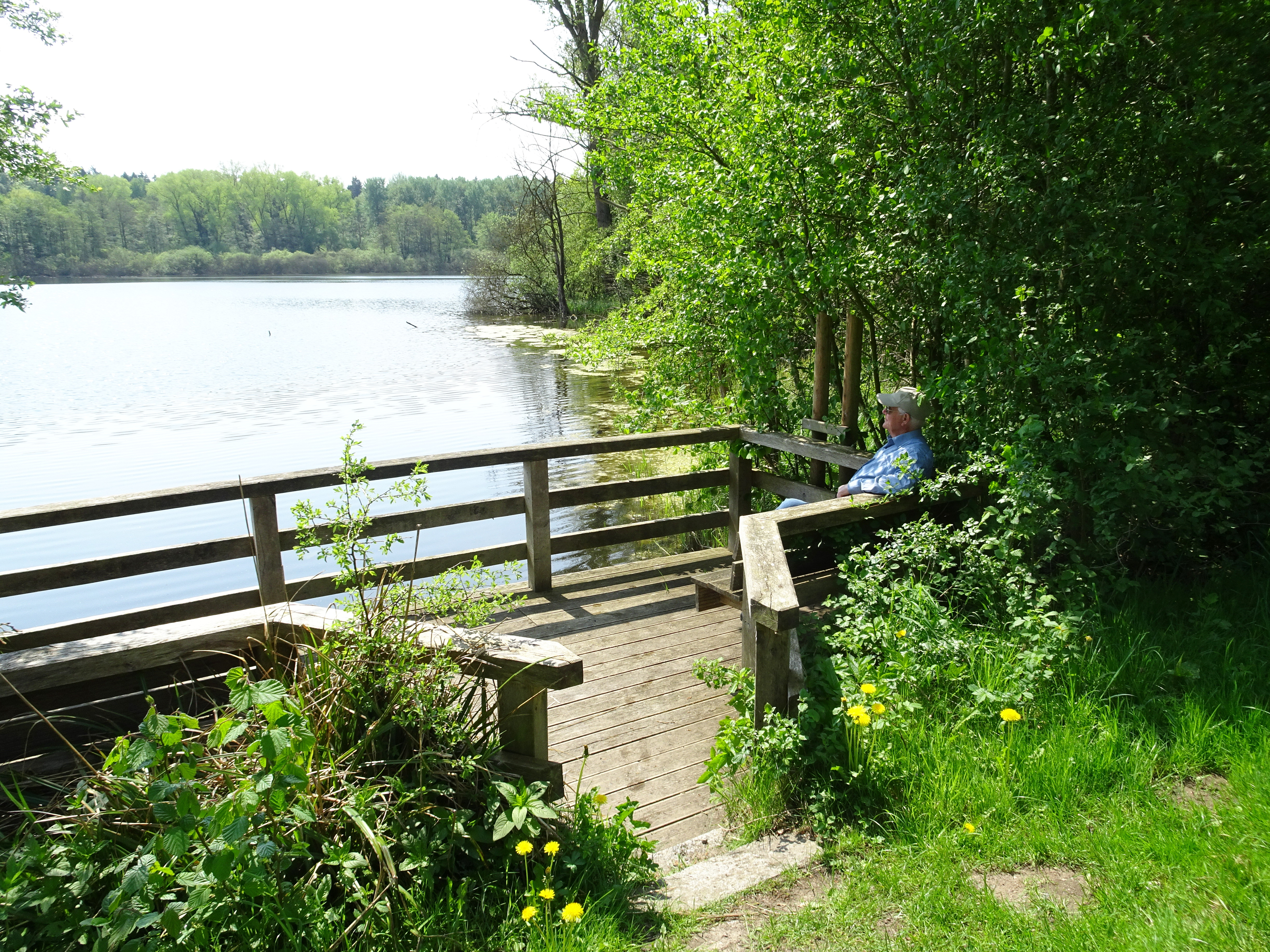
Am Oberteich

Die Kasseedorfer Teiche und Umgebung sind ein Naturschutzgebiet in der schleswig-holsteinischen Gemeinde Kasseedorf im Kreis Ostholstein. Das rund 132 Hektar große Naturschutzgebiet ist unter der Nummer 170 in das Verzeichnis der Naturschutzgebiete des Ministeriums für Landwirtschaft, Umwelt und ländliche Räume eingetragen. Es wurde 1961 ausgewiesen (Datum der Verordnung: 22. August 1996). Zuständige untere Naturschutzbehörde ist der Kreis Ostholstein.
Das Naturschutzgebiet liegt nordwestlich von Neustadt in Holstein und nordöstlich von Eutin im Osten des Naturparks Holsteinische Schweiz. Es stellt den Mühlen- und den Oberteich mit Uferbereichen, ein ehemaliges Bodenabbaugebiet sowie die angrenzenden land- und forstwirtschaftlich genutzten Flächen unter Schutz. Das Gebiet umfasst vielfältige Lebensräume in einer in der Weichsel-Kaltzeit entstandenen Jungmoränenlandschaft. So sind vermoorte Niederungen, naturnahe, überwiegend feuchte Waldbereiche, Wiesen und Weiden, aufgelassene Bodenabbauflächen und andere Brachflächen sowie die durch Anstau der Schwentine sowie eines Baches entstandenen Teiche Mühlen- und Oberteich und Fließgewässer zu finden.
Die Niederungsbereiche sind teilweise vermoort. Die Teiche sind von Röhrichten und sumpfigen Riedflächen sowie Erlen- und Weidengebüschen umgeben. Auch die Bachschluchten mit quelligen Hängen sind überwiegend feuchte Lebensräume. Die feuchten Lebensräume sind Heimat für Vögel wie Eisvogel und Rohrdommel, Libellen wie die Königslibelle sowie Amphibien und Reptilien wie Kammmolch, Grasfrosch und Ringelnatter. Hier wächst die Gelbe Schwertlilie. Insbesondere im Mühlenteich kommen Seerose und Teichrosen vor.
An den trockenen Geländekuppen und in den aufgelassenen Bodenabbaugebieten entwickeln sich Mager- und Trockenrasen sowie Staudenfluren. Diese sind bedeutend für eine Vielzahl von Insekten. Die ehemaligen Bodenabbaugebiete, in denen über mehrere Jahrzehnte Kies abgebaut worden war, bleiben ihrer natürlichen Sukzession überlassen, so dass sich hier langfristig Waldflächen entwickeln werden.
Ehemalige Ackerflächen im Bereich des Naturschutzgebietes sind zu Grünlandflächen umgewandelt worden, um so eine halboffene Weidelandschaft zu erreichen, die mit Rindern extensiv beweidet wird. Das Naturschutzgebiet ist Nahrungsgebiet für den Seeadler. Auch der Uhu ist hier mittlerweile wieder heimisch. Knicks und Redder bieten u. a. dem Neuntöter einen Lebensraum. Das Naturschutzgebiet wird vom Naturschutzverein Kasseedorf betreut. Durch das Gebiet ziehen sich die Europafernwanderwege E1 und E6.

## Naturerlebnisraum Kiesgrube Kasseedorf
Am Rand des Naturschutzgebietes befindet sich etwas südlich von Kasseedorf der Naturerlebnisraum Kiesgrube Kasseedorf. Hier befindet sich auch das Naturhaus Eule des Naturschutzvereins Kasseedorf mit einem Informationszentrum.